# Scindapsus sumatranus
Scindapsus sumatranus (Schott) P.C. Boyce & A. Hay – gatunek wieloletnich, wiecznie zielonych pnączy z rodziny obrazkowatych, pochodzących z Sumatry.